# Levantul spaniol

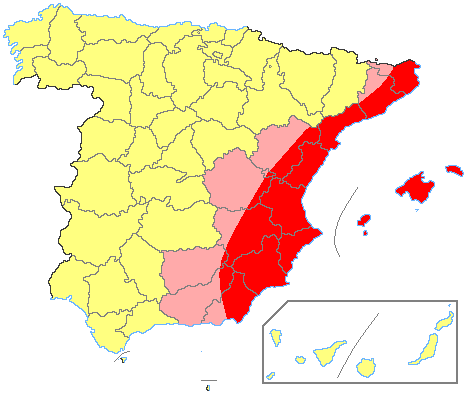
Levantul spaniol (culoarea roșie)

Levantul spaniol sau Levantul peninsular sunt expresii care sunt de obicei folosite pentru a face referire la ansamblul de regiuni ale coastei mediteraneene spaniole, în special cele corespunzătoare Comunității Valenciene și Regiunii Murcia, fiind mai mult sau mai puțin coincidente cu sectorul din partea de est a Peninsulei Iberice. 
În catalană , ale cărei variante sunt vorbite în mari părți ale Levantului spaniol, numele este Llevant. O zonă de pe coasta de est a Mallorcăi este numită și Levante/Llevant.
Folosirea sa ca toponim implică un conflict terminologic din cauza ambiguității sale, întrucât nu corespunde nici unei demarcații administrative care acoperă teritoriul său, iar utilizarea sa se suprapune cu cele ale teritoriilor istorice și ale comunităților autonome. Potrivit Fundéu (Fundación del Español Urgente), termenul nu este sinonim cu Comunitatea Valenciană.